# Ctenomys fulvus
Туко-туко коричневий (Ctenomys fulvus) — вид гризунів родини тукотукових, що зустрічається в горах і гірських пустелях на північному заході Аргентини і в північній частині Чилі. Етимологія: лат. Fulvus — кавово-жовтуватий колір.